# 洛帕季诺
洛帕季诺（羅馬化：Lopatino）是俄罗斯莫斯科州的市级镇，属州辖市维德诺耶市（列宁城市区），地处莫斯科州中南部，在区行政中心维德诺耶西南、州府莫斯科南方，西侧不远处有市级镇博布罗沃。帕赫拉河一小支流格沃兹江卡河（Гвоздянка）流经该镇南部。
2019年设市级镇，此前为村庄。该地2021年人口有7,967人；2002年人口108人。